# AMULET
Pour la série de bande dessinée, voir Amulet.
AMULET est une famille de processeurs exécutant le jeu d'instructions ARM. Sa particularité est d'être asynchrone, sans utilisation de signal d'horloge.

## Histoire
Il est développé par l'école d'informatique de l'université de Manchester.

### AMULET1
Le développement commence fin 1990, et se termine en février 1993. Il a pour but de montrer qu'il est possible de réaliser un processeur asynchrone avec des performances du même ordre que celles d'un processeur synchrone, but qui est atteint : l'AMULET1 a une performance équivalente à 70 % de celle des processeurs ARM de l'époque, ARM6, cadencés à 20 MHz, le tout pour une consommation d'environ 150 mW.

### AMULET2
Fabriquée en 1996, il s'agit d'une deuxième implémentation du processeur, qui ajoute entre autres quatre unités de 1ko de mémoire sur la puce, pouvant être utilisées soit directement en tant que mémoire, soit comme un cache, et certaines optimisations dont un système de prédiction de branchement. Gravé avec une finesse de 0,5 μm, ses performances s'approchent de celles de l'ARM8, et correspondent à environ 40 MHz pour un processeur synchrone, pour une consommation à charge de 140mW.

### AMULET3
Il s'agit de la dernière génération de processeurs AMULET, fabriquée en 2000. Elle se focalise plus que les précédentes sur les performances, qui correspondent alors à celles des processeurs ARM9 synchrones. La gravure est désormais de 0,35 μm.
Il est utilisé dans un système de télécommunications, DRACO, entre autres pour ses faibles émissions électromagnétiques.

## Techniques utilisées
Les processeurs AMULET sont basés sur la technique des micropipelines, utilisant un protocole asynchrone à 2 phases pour le premier et à 4 phases pour les suivants,.

## Conclusions pour les processeurs asynchrones
Les processeurs AMULET ont permis de montrer que les processeurs asynchrones étaient techniquement compétitifs face à ceux utilisant les méthodes de conception synchrones, mais n'ont pas non plus mis en évidence d'avantages écrasants. Ils confirment cependant que ceux-ci émettent moins d'ondes électromagnétiques, du fait de l'absence d'une horloge globale régulière.

## Sources
(en) Steve Furber, ARM system-on-chip architecture, Addison-Wesley, 2000 (ISBN 0-201-67519-6)